# جبل أم جردي
جبل أم جردي هو جبل يقع جنوب عيون موسى في جنوب سيناء ويبلغ ارتفاعه 38 م.
| مخطط المناخ جبل أم جردي | مخطط المناخ جبل أم جردي | مخطط المناخ جبل أم جردي | مخطط المناخ جبل أم جردي | مخطط المناخ جبل أم جردي | مخطط المناخ جبل أم جردي | مخطط المناخ جبل أم جردي | مخطط المناخ جبل أم جردي | مخطط المناخ جبل أم جردي | مخطط المناخ جبل أم جردي | مخطط المناخ جبل أم جردي | مخطط المناخ جبل أم جردي |
| --- | ----------------------- | ----------------------- | ----------------------- | ----------------------- | ----------------------- | ----------------------- | ----------------------- | ----------------------- | ----------------------- | ----------------------- | ----------------------- |
| 01 | 02                      | 03                      | 04                      | 05                      | 06                      | 07                      | 08                      | 09                      | 10                      | 11                      | 12                      |
| 8 19 6 | 6 22 7                  | 3 27 10                 | 1 32 13                 | 5 37 18                 | 1 41 23                 | 1 42 26                 | 1 41 26                 | 1 38 23                 | 2 33 18                 | 3 28 12                 | 2 20 8                  |
| متوسط درجة-الحرارة °س مجاميع الهطل مم |                         |                         |                         |                         |                         |                         |                         |                         |                         |                         |                         |
| بالوحدات الإنكليزية \| 01 \| 02 \| 03 \| 04 \| 05 \| 06 \| 07 \| 08 \| 09 \| 10 \| 11 \| 12 \| \| 0.3 66 43 \| 0.2 72 45 \| 0.1 81 50 \| 0 90 55 \| 0.2 99 64 \| 0 106 73 \| 0 108 79 \| 0 106 79 \| 0 100 73 \| 0.1 91 64 \| 0.1 82 54 \| 0.1 68 46 \| \| متوسط درجة-الحرارة °ف مجاميع الهطول ″ \| \| \| \| \| \| \| \| \| \| \| \| |                         |                         |                         |                         |                         |                         |                         |                         |                         |                         |                         |
| 01 | 02                      | 03                      | 04                      | 05                      | 06                      | 07                      | 08                      | 09                      | 10                      | 11                      | 12                      |
| 0.3 66 43 | 0.2 72 45               | 0.1 81 50               | 0 90 55                 | 0.2 99 64               | 0 106 73                | 0 108 79                | 0 106 79                | 0 100 73                | 0.1 91 64               | 0.1 82 54               | 0.1 68 46               |
| متوسط درجة-الحرارة °ف مجاميع الهطول ″ |                         |                         |                         |                         |                         |                         |                         |                         |                         |                         |                         |

| 01                                    | 02        | 03        | 04      | 05        | 06       | 07       | 08       | 09       | 10        | 11        | 12        |
| 0.3 66 43                             | 0.2 72 45 | 0.1 81 50 | 0 90 55 | 0.2 99 64 | 0 106 73 | 0 108 79 | 0 106 79 | 0 100 73 | 0.1 91 64 | 0.1 82 54 | 0.1 68 46 |
| متوسط درجة-الحرارة °ف مجاميع الهطول ″ |           |           |         |           |          |          |          |          |           |           |           |